# Rosenheimer Schleife
A Rosenheimer Schleife, ismert még mint Rosenheimer Kurve (magyar nyelvre fordítva: rosenheimi hurok vagy rosenheimi ív) egy 15 kV, 16 Hz-cel villamosított, 1,21 km hosszúságú, egyvágányú vasútvonal Németországban, Rosenheim közelében. A vasútvonal jelentősége, hogy Salzburgból tovább Kufstein felé elkerüli Rosenheim vasútállomást, így megspórol egy irányváltást, ami egyúttal jelentős menetidő-csökkenést is jelent. A személyszállító vonatok esetében az utazási idő 17 perccel csökkent, így Salzburg és Kufstein között a menetidő 71 perc.
Azok az ausztriai vonatok, melyek Salzburgból Innsbruckba vagy visszafelé haladnak, korridorvonatként haladnak át Németországon.
Az építkezés 1980 októberében kezdődött, jelentősebb műtárgy megépítése nélkül.
Az építési költség mintegy 7,8 millió német márkát, illetve 56 millió svájci frankot tett ki (ez 2002-es átváltási árfolyamon számolva 4,0 millió euró). Az eredetileg becsült költségeket 40 százalékkal lépték túl.

## Forgalom
A vasútvonalat naponta irányonként kb. 18 személyszállító és 10 teherszállító vonat használja, közöttük az Innsbruckba tartó Railjetek és a Svájcba tartó Nightjetek is.

## Képgaléria

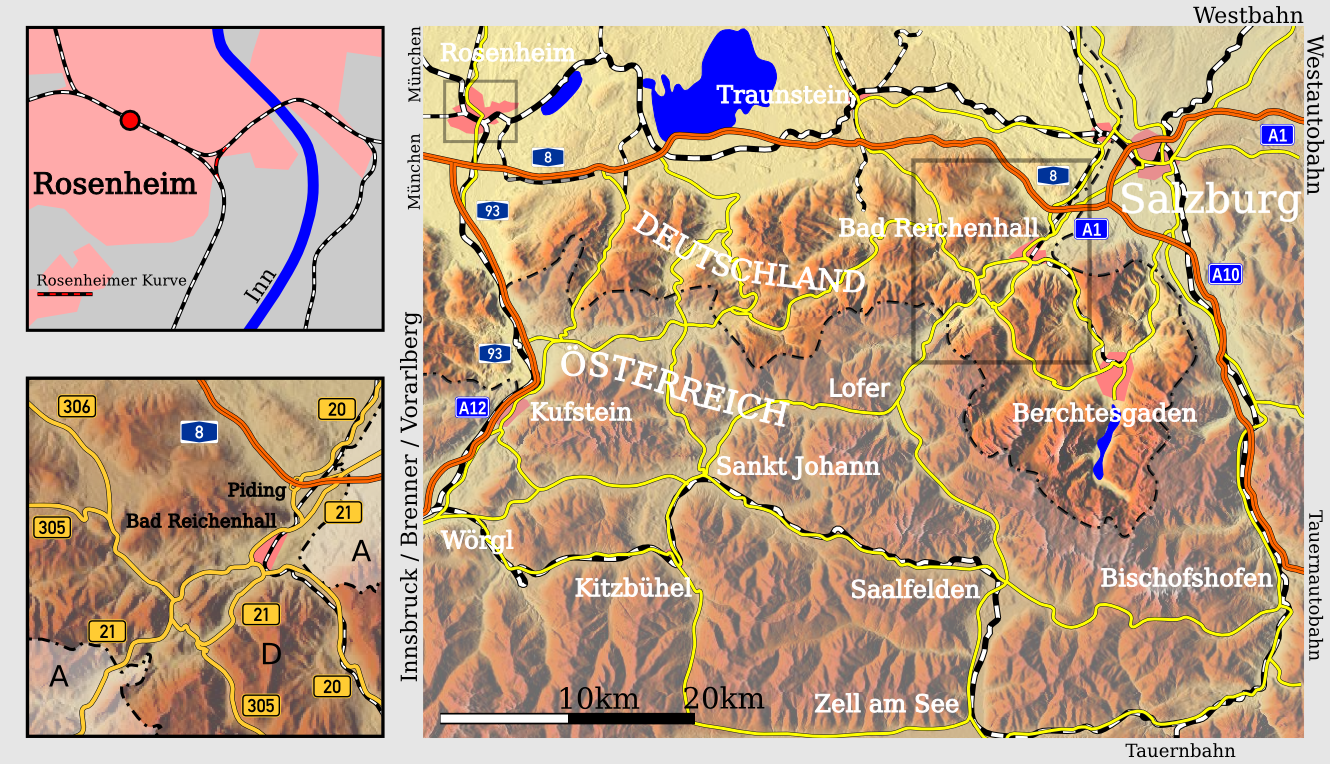
A vasútvonal térképvázlata
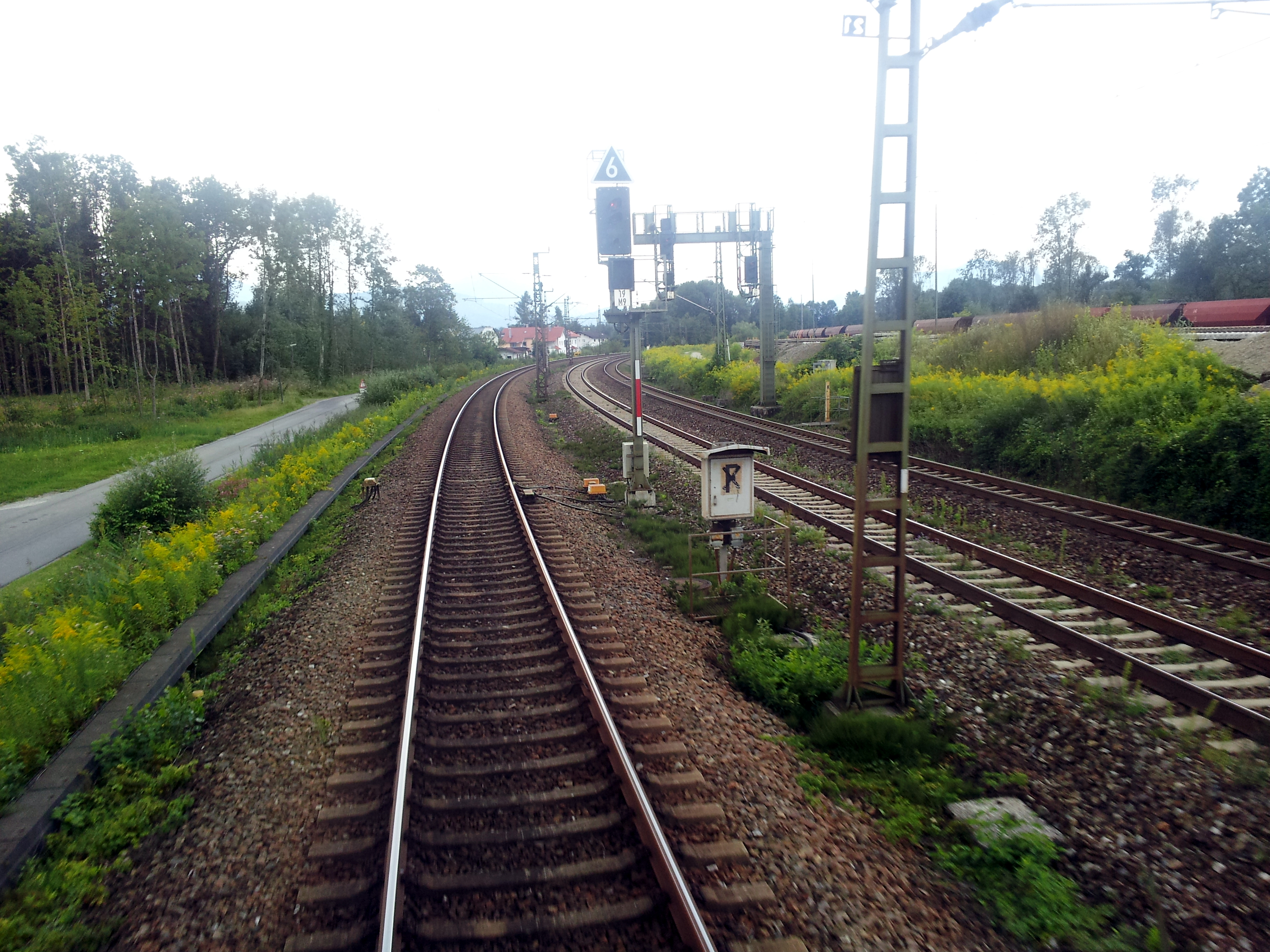
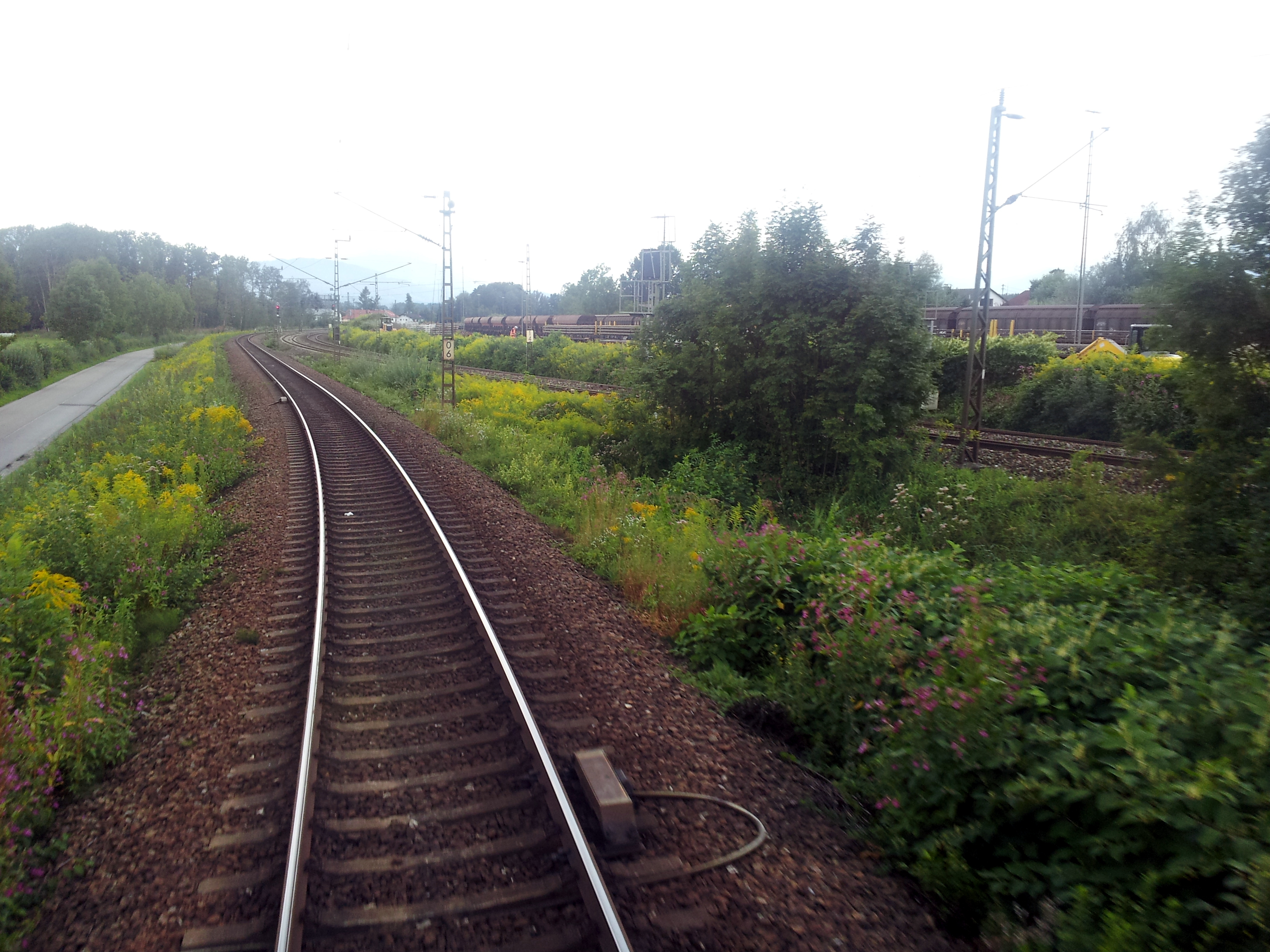
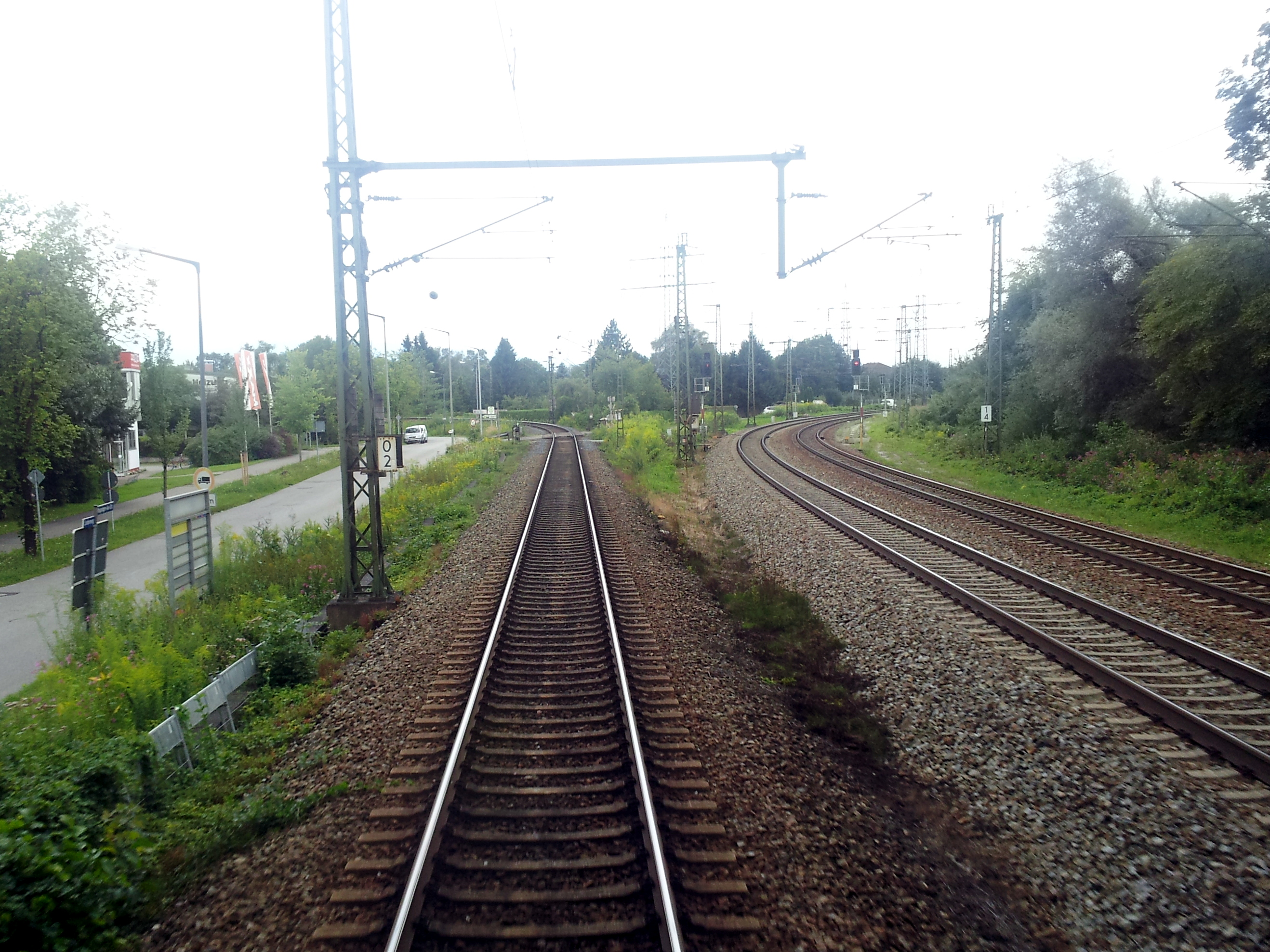
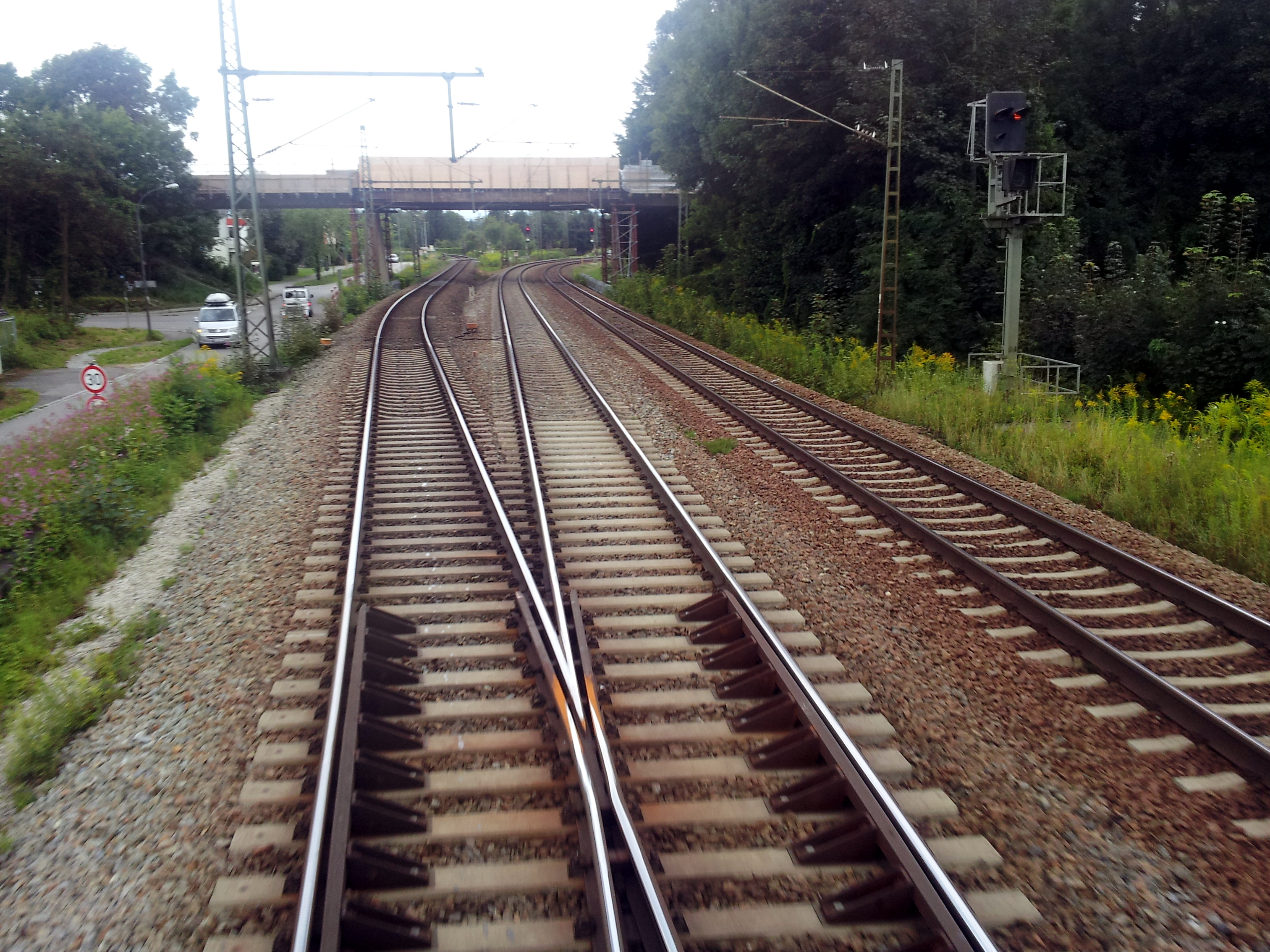